# Jeanne Delanoue
Pour les articles homonymes, voir Sainte Jeanne, Jeanne et Delanoue.
Jeanne Delanoue (Saumur, 18 juin 1666 - Saumur, 17 août 1736) est une religieuse française fondatrice des Servantes des pauvres et reconnue sainte par l'Église catholique.

## Biographie
Ses parents tiennent un magasin de mercerie qu’elle va reprendre à sa charge à partir de 1692, (date de la mort de sa mère). À ses débuts Jeanne était économe, avare et ne faisant jamais l'aumône.
Cependant à la Pentecôte 1693, alors que Saumur connaît la disette et qu'un quart de la population de la ville est composée d'indigents, une certaine Françoise Souchet va faire basculer sa vie. Venue en pèlerinage à Notre-Dame-des-Ardilliers, elle va inviter Jeanne à vouer sa vie à se consacrer aux pauvres. Lors de la Fête-Dieu de la même année, Jeanne connaît trois jours d'extase. La Vierge Marie lui révèle ce que le Seigneur lui demande pour elle-même et pour les pauvres.
Rapidement, elle est connue dans la ville et les indigents ne se contentent plus de l’attendre mais viennent directement dans la maison, baptisée La Providence où ils sont accueillis, nourris et logés. « Plus tard, elle ouvrira aussi sa porte à tous les réprouvés, les filles mères, les épouses adultères, les libertines. Elle dilapide son fonds de commerce, emprunte, demande l'aumône. Sa charité n'a plus de bornes ». Le 3 juillet 1703, sa maison est détruite lors de l’éboulement d’un coteau.
La petite communauté déménage alors dans les grottes de tuffeau et prend, le 26 juillet 1704 le nom de « Sœurs de sainte Anne, servantes des pauvres de la maison de la Providence ». Les constitutions de la congrégation sont approuvées par l’évêque d’Angers le 28 septembre 1709.
En 1715, Jeanne fonde le premier hospice de la ville de Saumur. Elle décède le 17 août 1736. À cette date, elle aura fondé onze communautés dans les actuels diocèses d'Angers, de l'Indre, d'Indre-et-Loire, du Morbihan et de la Loire-Atlantique.

## Développement de la congrégation
En 1864, le siège de la congrégation s’installe à Saint-Hilaire-Saint-Florent. Le 2 décembre 1956, trois sœurs partent pour Madagascar pour bâtir une première fondation. Trois sœurs sont présentes à L'Île-Bouchard en 1947 où, quelques semaines après la béatification de la fondatrice, la Vierge Marie serait apparue à quatre fillettes.  Le 3 décembre 1964, la congrégation change de nom pour prendre celui de « Servantes des Pauvres de Jeanne Delanoue », en hommage à sa fondatrice. Quelques années plus tard, une autre congrégation de Nantes, également fondée par Jeanne, rejoint la congrégation. Par la suite, le 12 septembre 1979 elle continuera son extension en envoyant pour la première fois une communauté de sœurs françaises et malgaches en Indonésie, à l'île de Sumatra.

## Canonisation
Le 5 novembre 1947, Jeanne Delanoue a été inscrite au nombre des bienheureux par Pie XII. Elle a été canonisée le 31 octobre 1982 par le pape Jean-Paul II.